# Tabor (Dakota du Sud)
Tabor est une municipalité du comté de Bon Homme, dans le Dakota du Sud, aux États-Unis. Elle comptait 423 habitants au recensement de 2010.
Fondée en 1872, la localité est nommée par un immigrant tchèque en référence à la ville de Tábor. La municipalité s'étend sur 0,37 milles carrés (0,96 km2).

## Démographie
| 1910 | 1920 | 1930 | 1940 | 1950 | 1960 |
| ---- | ---- | ---- | ---- | ---- | ---- |
| 273  | 428  | 397  | 391  | 373  | 378  |

| 1970 | 1980 | 1990 | 2000 | 2010 | - |
| ---- | ---- | ---- | ---- | ---- | - |
| 388  | 460  | 403  | 417  | 423  | - |